# محمد رضا الشفيعي الكدكني
محمد رضا الشفيعي الكدكني (بالفارسية: محمدرضا شفیعی کدکنی؛ و. 1358 هـ / 1939 م) هو أديب وشاعر إيراني.
ولد في كدكن بمقاطعة تربة حيدرية. درس في جامعة طهران وكان من بين أساتذته في الجامعة: بديع الزمان فروزانفز ومحمد معين وبرويز خانلري. له العديد من الدواوين المطبوعة.